# Rafael Ortega Porras
Rafael Ortega Porras (Fregenal de la Sierra, Badajoz, 12 de julio de 1938-Mérida, ibidem, 1 de septiembre de 2007), más conocido solo como Rafael Ortega o simplemente Ortega fue un alfarero y ceramista español galardonado con el Segundo Premio del Concurso de Belenes de Madrid (1968), Medalla de Oro del Ministerio de la Vivienda (1972), Extremeño del Año 1980 concedido por votación popular por la Cadena SER de Extremadura, Premio Nacional de Artesanía por su obra Cocina extremeña (1982), Segundo Premio Nacional de Cerámica (1988), Medalla de Extremadura otorgada según el propio texto del Decreto 99/1998 de 28 de julio en virtud del «amor a su tierra y el orgullo con el que pasea su condición de extremeño por todo el mundo junto con su dilatada carrera artística», los títulos de Maestro Artesano (por Orden de 14 de julio de 1999), Hijo Predilecto de Fregenal de la Sierra (según acuerdo municipal de 2 de diciembre de 2000), Premio Extremeño Colaboración 2002, entre otros.

## Biografía
Tras aprender desde joven los rudimentos del oficio de la mano de alfareros de su pueblo natal o realizar trabajos tan dispares como peón en una fábrica de corcho o ayudante de peluquero, muy a principios de la década de los sesenta (inmediatamente después de cumplir el servicio militar) se trasladó a Madrid inicialmente como obrero de la construcción donde completó su formación al mismo tiempo que trabajó en las fábricas de cerámica industrial de Olañeta, Alfarat y Zakros o el estudio del escultor emeritense Juan de Ávalos. Ya en 1968 pasó a pertenecer al gremio de Artesanos de la Villa del que formaban parte algunos de los más reconocidos ceramistas de la época como Ruiz de Luna o Arcadio Blasco. En 1975 ingresó en la Escuela Municipal de Cerámica como profesor titular de Alfarería y subsiguiente creación el mismo año del Aula de Alfarería y Cerámica de la Universidad Autónoma de Madrid. A instancias del por aquel entonces presidente de la Junta de Extremadura Juan Carlos Rodríguez Ibarra, en 1986 se estableció de regreso a Extremadura como profesor de la Escuela de Artes y Oficios Aplicados de Mérida en cuyo Hospital de la Seguridad Social falleció la madrugada del 1 de septiembre de 2007 a los 69 años de edad después de sufrir en los últimos tiempos varias afecciones cardiacas. Al día siguiente se celebró una misa corpore insepulto en la iglesia parroquial de Santa Catalina de su localidad natal tras la que recibió sepultura en un nicho del cementerio municipal de la misma.
Respecto al conocimiento tanto a nivel nacional como internacional de su producción destacan sus primeras demostraciones de su pericia con el torno de alfarero los domingos en la Plaza de Cibeles de Madrid, su participación en la II Exposición Hispanoamericana de Belenes convocada por la Asociación de Belenistas de Madrid (1973), Belenistas de Caracas, Galería Tierra de Madrid o I Muestra del Plato Ornamental organizada en Cáceres por la Obra Sindical de Artesanía (estas tres últimas en 1976), Feria Internacional de Artesanía de Múnich (1977), Exposición de Artesanía de Florencia, sala de exposiciones (o SALA L) del Banco de Bilbao de Badajoz (1979), muestra colectiva de Artistas Naíf españoles Contemporáneos celebrada en el Ateneo de Madrid (1980), Hogar Extremeño de Barcelona (junto con la ceramista Margarita Piñán Guerra, 1982), Hogar Extremeño de Madrid (1984), Medalla de FITUR (1987), Feria de Artesanía de Casablanca (Marruecos), Exposición Internacional de Cerámica de Bolonia, III Congreso Iberoamericano de Cerámica de Belo Horizonte (Brasil, 1991), Exposición Internacional de Tokio, Maestros Artesanos de Extremadura celebrada del 8 al 28 de febrero de 2006 en el claustro del Palacio de Carvajal de Cáceres, etc.

[…] así, evolucionando desde esa noble y artística tarea de transformar el barro en las más diversas formas de objetos que configuran la historia de la humanidad y que constituyen la principal labor artesanal de Fregenal de la Sierra, Salvatierra de los Barros y otros tantos pueblos extremeños, Rafael Ortega forjó su propia y peculiar personalidad como artista, su propio estilo, creando inefables figuras que se han expandido por todo el mundo, lo que le ha deparado tantas y tan merecidas distinciones que él, hombre sencillo y de enorme naturalidad, ostentaba con orgullo.

Por su parte ya el poeta y Premio Cervantes 1982 Luis Rosales había destacado anteriormente:

A un escultor no se le debe conocer por su rostro sino por sus manos y Rafael Ortega es un escultor de la cerámica. Modela los cuencos pero talla cuerpos pues justamente lo más característico de su obra es la imaginería en donde recoge la mejor tradición popular. Los cuerpos tienen ligereza, los vestidos parece que los levanta el viento […] todas estas imágenes sonríen. Es una gran lección que habíamos olvidado. Gracias por recordárnosla.

Reproducido en Pilar Molinos (2008). «Rafael Ortega – Barro dulce». Fiestas Patronales en honor de Ntra. Sra. Santa María de los Remedios (Fregenal de la Sierra: Asociación y Patronato de Ntra. Sra. Santa María de los Remedios): 81.

## Otros reconocimientos
En marzo de 2017 el Consejo de Gobierno de la Junta de Extremadura autorizó la extinción de la denominada «Fundación Rafael Ortega Porras» creada mediante escritura pública de 28 de septiembre de 2009 por la mencionada Junta, la Diputación Provincial de Badajoz y el Ayuntamiento de Fregenal de la Sierra como entidades constituyentes, habida cuenta de «la inactividad persistente de la misma, así como la carencia de medios y recursos adecuados para cumplir con su fin fundacional».
En la actualidad hay sendas calles que llevan el nombre del artista en Fregenal de la Sierra y Mérida, Badajoz.